# Derrick Williams

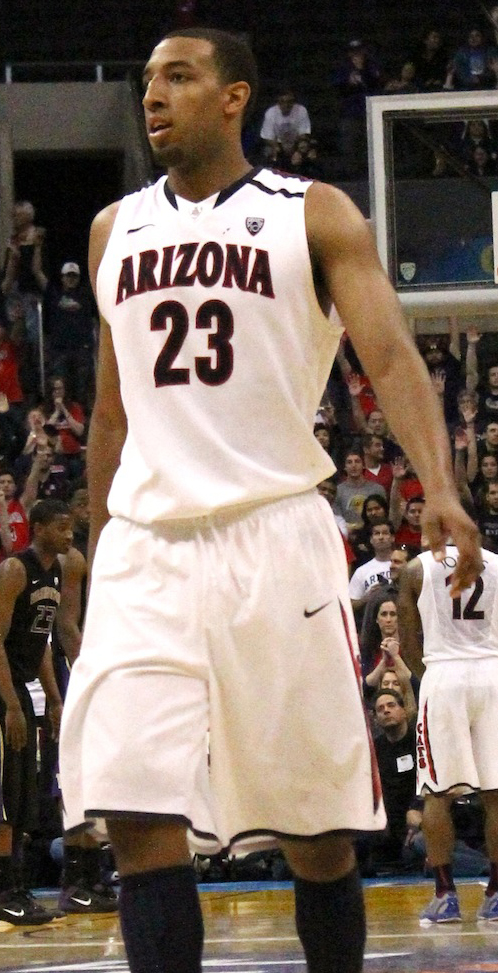
Williams w barwach Arizony Wildcats (2011).

Derrick LeRon "D-Will" Williams (ur. 25 maja 1991) – amerykański koszykarz, występujący na pozycji skrzydłowego, obecnie zawodnik Walencji Basket.
W drafcie NBA w 2011 został wybrany z drugim numerem.
W pierwszym roku na uczelni Arizona, gdzie reprezentował barwy uczelnianej drużyny Wildcats, Williams zdobywał średnio 15,7 punktów na mecz. Williams pokazał się z jeszcze lepszej strony w swoim drugim roku. Średnio zdobywał 19,5 punktów i 8,3 zbiórek na mecz. Williams został również wybrany Koszykarzem sezonu. 13 kwietnia 2011 roku, Williams ogłosił, że znajdzie się w Drafcie NBA 2011. Został wybrany z drugim numerem przez Timberwolves. Podczas lokautu NBA, Derrick spędził lato kończąc studia. W 2012 roku wziął udział w konkursie wsadów NBA. W jednym z dwóch zaprezentowanych wsadów wykonał windmill przez motocykl. Nie dało mu to jednak zwycięstwa.
26 listopada 2013, Williams został wytransferowany do Sacramento Kings w zamian za Luca Mbah a Moute. W swoim debiucie w nowej drużynie, 29 listopada przeciwko Los Angeles Clippers, zdobył 12 punktów, 6 zbiórek i 4 asysty. 9 grudnia 2013 Williams poprawił swój rekord kariery zdobywając 31 punktów w starciu z Dallas Mavericks.
W lipcu 2015 został zawodnikiem zespołu New York Knicks. 10 lipca 2016 podpisał umowę z Miami Heat.
6 lutego 2017 został zwolniony przez Miami Heat. 9 lutego podpisał 10-dniową umowę z Cleveland Cavaliers.
29 grudnia 2017 zawarł kontrakt z chińskim Tianjin Ronggang Gold Lions. W zespole Tianjin Ronggang Gold Lions notował średnio 20 punktów oraz 6,6 zbiórki na mecz.
9 marca 2018 podpisał 10-dniowy kontrakt z Los Angeles Lakers. Po jego wygaśnięciu opuścił klub.
27 września 2018 dołączył do niemieckiego Bayernu Monachium.
8 lipca 2020 został zawodnikiem hiszpańskiej Walencji Basket.

## Osiągnięcia
Stan na 8 lipca 2020, na podstawie, o ile nie zaznaczono inaczej.
NCAA
- Uczestnik rozgrywek Elite Eight turnieju NCAA (2011)
- Mistrz sezonu regularnego konferencji PAC-10 (2011)
- Zawodnik roku konferencji Pac-10 (2011)[18]
- Najlepszy pierwszoroczny zawodnik roku konferencji PAC-10 (2010)[19]
- Zaliczony do:
  - I składu:
    - PAC-10 (2010, 2011)
    - pierwszoroczniaków PAC-10 (2010)
    - turnieju PAC-10 (2011)

  - II składu All-American (2011)

NBA
- Wicemistrz NBA (2017)
- Zaliczony do II składu debiutantów NBA (2012)[20]
- Uczestnik:
  - Rising Stars Challenge (2012)
  - konkursu wsadów NBA (2012)

Inne klubowe
- Mistrz Niemiec (2019)
- Finalista superpucharu Turcji (2019)

Inne indywidualne
- Uczestnik meczu gwiazd ligi tureckiej (2020)[21]